# Ratter
Ratter (bra: Perseguição) é um filme de terror e suspense produzido nos Estados Unidos, escrito e dirigido por Branden Kramer em sua estreia como diretor. O filme é baseado em um curta-metragem também escrito e co-dirigido por Kramer, intitulado Webcam. É estrelado por Ashley Benson e Matt McGorry.
O filme teve sua estreia no Slamdance Film Festival de 2015 em 24 de janeiro de 2015. O filme foi lançado em 12 de fevereiro de 2016, em um lançamento limitado pela Destination Films e Vertical Entertainment.[carece de fontes?]

## Sinopse
Emma Taylor (Ashley Benson), uma estudante de graduação, muda-se para a cidade de Nova York para um novo começo depois de seu recente rompimento com o namorado Alex. Depois de se instalar em seu novo apartamento no Brooklyn, alguém começa a invadir anonimamente todos os seus dispositivos eletrônicos e a observá-la através das câmeras. Um dia, enquanto cursava a faculdade, Emma conhece Michael (Matt McGorry), que a convida para sair. Os dois começam a namorar. No entanto, uma noite Emma é observada pelo hacker enquanto se masturba, passando a ficar desconfiada depois que o hacker começa a roubar fotos particulares dela com Michael e a enviar mensagens e vídeos fingindo ser Michael. Ela confronta Michael, que nega o envio das mensagens, mas Emma não acredita nele e começa a evitá-lo.
Para aliviar o estresse, Emma e sua melhor amiga, Nicole, vão dançar. Enquanto eles estão fora, o hacker invade o apartamento dela. Ela volta para casa bêbada e desmaia no sofá sem saber que o hacker está na varanda. Quando ela acorda, ele se foi, mas não presta atenção quando ela entra no banheiro para se aliviar. Michael vem mais tarde naquele dia para ver como ela está e dar a ela um gato para que ela não fique tão sozinha. Os dois então se reconciliam antes e fazem sexo. Um pouco mais tarde, Michael liga para ela e diz que alguém lhe enviou um e-mail dizendo a ele para deixar Emma em paz. Emma enlouquece e chama a polícia que não faz nada. Ela começa a se sentir isolada e deprimida porque não há nada que alguém possa fazer sobre a situação.
Um dia, Emma chega em casa e encontra a porta do apartamento destrancada. Ela entra em sua casa e encontra seu gato sem vida. Ela tenta ligar para Michael e contar as novidades. No entanto, ele nunca responde ou liga de volta. Sentindo-se mais vulnerável do que nunca, Emma passa o dia vagando pela cidade, para não precisar ficar sozinha em casa. Ela faz planos com Nicole para sair no apartamento de Emma mais tarde, então ela volta para casa.
Enquanto aguarda Nicole, Emma e a mãe dela conversam por vídeo. Durante o meio da conversa, a energia de Emma é interrompida e ela começa a gritar. O hacker aparece e começa a atacar Emma enquanto a conversa com a mãe ainda está acontecendo. Os gritos de Emma param abruptamente e sua mãe chama a polícia. O hacker então vira o laptop em sua direção e a mãe de Emma começa a pedir que ele a deixe em paz. Ele desliga o laptop. Após os créditos, os policiais aparecem e começam a procurar o paradeiro de Emma.[carece de fontes?]

## Elenco
- Ashley Benson como Emma Taylor
- Matt McGorry como Michael
- Rebecca Naomi Jones como Nicole
- Kalli Vernoff como mãe de Emma
- Michael William Freeman como Alex
- Alex Cranmer como Professor
- John Anderson como Kent
- Karl Glusman como Brent
- Jeremy Fiorentino como oficial Rodriguez

## Lançamento
O filme teve sua estreia no Slamdance Film Festival de 2015 em 24 de janeiro de 2015, Em outubro de 2015, a Sony Pictures Worldwide Acquisitions adquiriu todos os direitos de distribuição global do filme. O filme foi lançado em 12 de fevereiro de 2016, em um lançamento limitado.

### Mídia doméstica
O filme foi lançado em 1 de março de 2016, por meio de vídeo sob demanda e formatos de mídia doméstica. O filme foi lançado diretamente em vídeo na Alemanha em 17 de março de 2016 e na Espanha em 11 de maio de 2016.

## Recepção

### Receita
Ratter arrecadou US$ 161 335 com as vendas de seus lançamentos em DVD e Blu-ray, em um orçamento estimado de produção de US$ 500 mil.[carece de fontes?]